# Štepanjsko naselje
Štepanjsko naselje je eno izmed ljubljanskih blokovskih naselij, zgrajeno v začetku 70. let 20. stoletja. Leži med Golovcem in Ljubljanico, jugovzhodno od središča mesta. V njem živi približno 10.000 prebivalcev, z 11.288 prebivalci na kvadratni kilometer (podatek za leto 2017) je bilo najgosteje naseljen predel Slovenije.
Oklepajo ga Litijska, Parmska in Pesarska ulica, na koncu katere je obračališče mestnih avtobusnih linij št. 5, N5 in 9. Mimo naselja pa vozijo tudi linije št. 13 in 24.
V naselju sta dve osnovni šoli, dva vrtca, športni objekti, hotel, trgovine in pa dva večja gradbena kompleksa v katerih se nahajajo okrepčevalnice, picerije, lokali, pošta, banka, lekarna, zlatarna, papirnica, kemična čistilnica, čevljarstvo ... Naselje ima tudi svoj gasilski dom, avtopralnico in avtomehanični servis, vulkanizerstvo in dve bencinski črpalki.

## Izvor imena
Naselje je ime dobilo po bližnji Štepanji vasi.

## Okolica
Ostala bližnja naselja so: Nove Fužine, Kodeljevo in Zgornja Hrušica.